# 葉家寶
葉家寶（英語：Nick Ip Ka-po，1955年9月29日—），香港資深傳媒人，前協盛協豐控股（亞洲電視控股前身）執行董事及豐藝國際文化投資行政總裁，曾任亞洲電視執行董事及高級副總裁，2017年加入創世電視任總監。

## 背景
葉家寶早年於深水埗順寧道至福榮街一帶、九龍城和美孚新邨生活，有一姊二兄一妹。父親經營電器銷售與貿易生意。葉畢業於香港培正小學（1968年小六）和香港培正中學（1974年中六），同屆同學有著名導演王晶（王日祥）、藝人黃杏秀和無綫電視董事局主席陳國強。想當社會工作者的他在校時是一名理科生，本來於中六畢業後獲香港中文大學哲學系取錄，但因為不想報讀該學系，於是選擇考入香港浸會學院傳理系，修讀四年制電視廣播專業學位。其同屆同學計有袁志偉、鄭丹瑞、麥振江、湯正川等人。就讀大學期間，葉家寶曾到突破機構當義工，主要負責撰稿及蒐集資料。亦會投稿至《中國學生周報》。
1978年，他加入無綫電視，任《歡樂今宵》兼其他資訊節目的資料撰稿員；此前在麗的電視做兼職。直至1980年隨其他幕後人員轉職香港電台電視部，並有份籌備當年的新廣播節目《香蕉船》和教育電視的兒童節目如《點蟲蟲》，為時一年多。其後應前《歡樂今宵》監製陳家英邀請與周梁淑怡一同在富才製作工作，初時主力製作紀錄片和社區大型活動或政府政策推廣節目。然後以導演身份製作了不少演唱會及大匯演。又策劃了第一屆亞洲小姐競選、未來偶像爭霸戰等（亞洲電視把部分節目製作外判）。1989年，葉家寶聽取周梁淑怡的提議應徵加入亞洲電視，擔任行政崗位去協助處理添置電視台辦公室或製作場所事宜。
及後於1999年，亞洲電視實行「製播分離」制度，把許多製作人員遣散，讓他們在不同外判製作公司工作。他遂創立蜻蜓製作，製作過鳳凰衛視中華小姐環球大賽競選節目。2004年再次回歸亞洲電視，參與籌備亞洲小姐競選，因而獲得「亞洲小姐之父」之稱。不久自2005年起擔任亞洲電視副總裁，先後主管綜藝、公關及宣傳、綜藝及資訊、行政及統籌及項目推廣及公關（除工程、會計以外）。2010年9月晉升為高級副總裁（製作），主管製作（綜藝、資訊、戲劇）、美術製作及藝員資源。2013年2月調任市場營業部。2014年2月27日獲委任為執行董事，至2015年12月7日辭去執行董事職位。現時，他經營自己的公關公司，同時轉為創世電視的顧問。

## 其他資料
葉家寶經常於亞洲電視活動、節目宣傳及大型節目中出現。從第一屆「亞洲小姐競選」開始至今都具體策劃，故有「亞洲小姐之父」之稱。亦曾製作演唱會，首創管弦樂團配搭流行歌手之演唱會，曾合作之歌手有蔡琴、徐小鳳、五輪真弓、陳慧嫻、林子祥、關正傑、鍾鎮濤等等。廣告及電影製作亦有涉獵。曾創立「蜻蜓製作有限公司」，首次率領香港電影人於康城電影節期間舉辦了盛大之「香港之夜」，期間亦曾在北京與不同之電視台及媒體合作節目，及為鳳凰衛視首創「中華小姐環球大賽」、工展會數屆之「工展小姐選舉」等等。2014年2月27日，亞洲電視公告：亞洲電視股東之一龍維有限公司不再委任雷競斌為執行董事，改為委任葉家寶為執行董事。
2015年10月9日，葉被委任為協盛協豐控股有限公司之執行董事及行政總裁，同日生效。在2014至15年亞洲電視欠薪事件中，他被指縱容或疏忽，導致亞視拖欠24名員工薪金超過113萬港元，遭以102項傳票檢控。2015年11月27日，香港區域法院裁定其中100張傳票罪成。2015年12月2日，葉家寶被判每項傳票罰款1,500港元，合共罰款15萬港元。由於亞洲電視再次未能於法定限期前向所有員工發放上月薪金，葉家寶於個人博客宣佈辭去執行董事職務，但留任高級副總裁至2015年12月底。半年後，即2016年5月20日，由協盛協豐控股行政總裁調任為協盛協豐控股全資附屬公司豐藝國際文化投資有限公司之行政總裁。至2017年2月辭任協盛協豐控股執行董事及豐藝國際文化投資行政總裁。
另外，葉家寶與前香港蘋果日報社長葉一堅是堂叔姪關係，年紀較小的葉家寶是堂叔。

## 爭議

### 稱“重溫”不同於“重播”
2013年12月4日，時任亞視高級副總裁的葉家寶在商業電台晨早節目中，對亞視節目經常被批評「無限重播」一事解畫，稱亞視只是節目「重溫」，而非「重播」。葉家寶解釋，由於有些觀眾早上上班，錯過了某些節目，故亞視特別在較夜時段再次播出有關節目，讓這些觀眾有機會欣賞，此為之「重溫」，而「重播」則是播出以前的節目，「可能好多市民未必接受呢個講法，但我哋有我哋嘅睇法」。他又指“很多人根本沒看過亞洲電視”。

### 批評前亞視藝人“忘恩”
出身亞洲電視的藝人田蕊妮因為在無綫電視劇集《巨輪》的演出，在2013年尾的《萬千星輝頒獎典禮》中，成功獲得「最佳女主角」和「最受歡迎電視女角色」。然而當晚田蕊妮在獲獎時曾說「由好少人看的電視台（指亞視）做起」，引發爭議。其後葉家寶更公開批評田蕊妮「飲水不思源」，甚至引起罵戰。但後來二人在2014年1月的公開活動中握手，疑似已言和。
其後田蕊妮否認自己「飲水不思源」，自言對亞視心存感激：「我要多謝亞視當年給機會我拍《縱橫四海》：當時我沒做過演員，但因為這套劇培養了我對演戲的興趣，也令我有今天的成就！」而對於葉家寶自言亞視很多人看，她回應：「一間公司自我感覺良好，是一件好事。」葉家寶的言論亦引起網民的非議。

### 評論《100毛》進軍網絡電視
2015年3月10日，時任亞洲電視執行董事的葉家寶在公開場合接受記者採訪時表示，希望四月能夠如期向亞視員工發放三月份的薪金，又指正密切了解白武士收購亞視股份的情況，希望不要再拖延。其後有網民在高登討論區指當晚本港台《六點鐘新聞》中，媒體聯訪葉家寶時出現印有「毛記電視」台徽的咪牌。而當時在現場採訪葉家寶的now新聞、現代電視等媒體的記者亦拍攝到印有「毛記電視」台徽的咪牌。
2015年5月8日，香港雜誌《100毛》Facebook專頁上載一段「特別新聞報道」短片，宣佈毛記電視將於5月18日啟播。新聞由前無綫新聞女主播方健儀主持，稱《100毛》「將會申請免費電視牌照」，最後聲稱因為「懶得填form」（「懶得填表格」，嫌申請程序過於繁複）而轉為經營網絡電視。短片更播放葉家寶對於《100毛》轉營網絡電視看法，得到其真心回應（與上述2015年3月10日《六點鐘新聞》片段吻合）。
2016年5月11日，葉家寶出席了毛記電視舉辦的《萬千呃like賀台慶》，被稱為「毛記電視臨時特約一次性行政總裁」，作為開場時「切壽包儀式」（亮燈儀式）的嘉賓。

### 被傳協助救亞視
2017年4月24日，香港高等法院正式批准撤銷德勤的亞視臨時清盤人身份，亞視將交由星鉑企業接管。有指星鉑企業願意出手拯救亞視，與曾任亞視執行董事及高級副總裁的葉家寶有關。據資料顯示，星鉑企業屬於上市公司協盛協豐控股旗下公司。而2016年5月20日，葉家寶獲任命為協盛協豐控股執行董事。2017年1月6日，協盛協豐股東會通過，星鉑企業以五億元收購前亞視股東王征52%的亞視股權及亞視拖欠王征的21億港元債務。不過2017年2月8日，協盛協豐發出公告，指葉家寶“希望投入更多時間發展其他個人事業，已辭任該公司執行董事”。

## 著作
專欄
- 《am730》「家寶有Say」

著作
- 2016年4月：《有緣再會：我在亞視最後一年》，火石文化
- 2018年：《我和公關有個約會》（與黃守東合著），明窗出版社

## 獎項

### 2012年
- 亞洲電視五十五周年頒獎禮－終生成就大奬[32]

## 外部連結
- 葉家寶博客 （页面存档备份，存于）
- 葉家寶的Facebook專頁（公眾人物專頁）
- 葉家寶的Facebook專頁（用戶）